# Oleksandriia
Oleksandriia (tiếng Ukraina: Олександрія, tiếng Nga: Александрия)Oleksandriia (tiếng Ukraina: Олександрія) là một thành phố Ukraina. Thành phố thuộc tỉnh Kirovohrad. Dân số theo điều tra năm 2001 là 93.357 người. Thành phố nằm ở Oblast Kirovohrad (tỉnh) ở miền Trung Ukraina. Phục vụ như là trung tâm hành chính của Raion Oleksandriiskyi (huyện), thành phố cũng được chỉ định là một raion riêng biệt trong Oblast.
Thành phố được thành lập năm 1754, là khu định cư Usovka (tiếng Nga: Усовка, tiếng Ukraina: Усівка), và đã có Oleksandriia tên kể từ 1784. Đây là trung tâm của cuộc nổi loạn của nông dân Ukraina năm 1919, dưới sự lãnh đạo của Ataman Grigoriev
Địa điểm nơi phổ biến nhất mọi người đến viếng thăm trong thành phố là quảng trường Oleksandriia, được gọi là quảng trường của Lenin ("Площадь Ленина") được đặt một số Quán rượu, quán rượu, quán cà phê và cửa hàng. Ở giữa quảng trường của thị xã có một bức tượng của Lenin, và không xa nó, một rạp chiếu phim cũ, mà hiện nay đang không sử dụng.